# Porotermes adomsoni
Porotermes adomsoni är en termitart som först beskrevs av Walter Wilson Froggatt 1897.  Porotermes adomsoni ingår i släktet Porotermes och familjen Termopsidae. Inga underarter finns listade i Catalogue of Life.